# رنگینک سررگه‌ای
رنگینک سررگه‌ای (نام علمی: Lonchura tristissima) نام یک گونه از سرده سهره‌های ریز است.